# 태평광기
태평광기(太平廣記)는 칙명(勅命)에 따라 편집된 총 500권의 중국의 소설집이다.

## 소개
≪태평광기≫는 한대(漢代)부터 북송 초에 이르는 소설·필기·야사 등의 전적에 수록되어 있는 이야기들을 광범위하게 채록해, 7000여 조에 달하는 이야기를 수록한 책이다. 각 고사의 끝에는 채록 출처를 밝혀놓았는데, 인용된 책은 거의 500종에 가까웠으며, 그중에서 절반가량은 이미 망실된 것이었으나 ≪태평광기≫에 의거해서 적지 않은 내용이 세상에 전해지게 되었다. 또한 현존하는 절반가량의 인용서도 ≪태평광기≫에 인용된 해당 고사에 근거해 잘못된 부분을 고증하거나 교감할 수 있다. 따라서 고소설의 일문(佚文)을 보존하고 있는 측면과 고소설의 변화, 발전을 연구하는 측면에서 볼 때 ≪태평광기≫의 중요성은 지대하다고 하겠다.

## 내용
내용은 거리의 소문, 개인의 에피소드, 진기하고도 색다른 이야기 등이 대부분으로서 신선·선녀… 잡전기(雜傳記)·잡록(雜錄) 등으로 모두 92항목으로 분류되어 있다.
≪태평광기≫에 수록된 이야기는 신선귀괴(神仙鬼怪)와 인과응보(因果應報)에 관한 것이 비교적 큰 비중을 차지하고 있다. 어떤 경우는 한 부류가 한 권으로 되어 있기도 하고 어떤 경우는 한 부류가 여러 권으로 되어 있기도 하다. 그중에서 ＜신선(神仙)＞·＜여선(女仙)＞·＜보응(報應)＞·＜신(神)＞·＜귀(鬼)＞·＜요괴(妖怪)＞ 등의 부류가 다른 부류의 권수보다 상대적으로 분량이 많다. 이러한 경향은 고대 민간풍속과 위진남북조(魏晉南北朝) 이래 지괴(志怪)소설의 흥성을 반영하고 있다. 또한 ＜잡전기(雜傳記)＞류는 모두 당대(唐代)의 전기(傳奇) 작품을 수록했는데, 이를 통하여 당대 전기에 주로 어떤 종류의 내용이 기록되었는지를 구체적으로 이해할 수 있다. 부류별로 고사를 배열하는 이러한 체제는 독자들이 이를 분석하고 연구하는 데에 많은 편리함을 제공하고 있다. 그래서 송대 이전 고소설의 변천과 발전 상황을 알고 싶으면 이 책에 근거해서 탐색해 나갈 수 있다.

## 편자
편자는 이방(李昉) 외 12명으로 모두가 송대(宋代) 초기의 일류학자이다. 태평흥국(太平興國) 3년(978)에 원고를 완성하여 3년 후에 판을 새겼는데, 후학(後學)에는 그다지 필요한 서적이 아니라는 의견도 있어서 판본(板本)은 궁중 서고인 태청루(太淸樓)에 보관되었다. 그러나 이때의 송판(宋板)은 아직 발견되지 않았다. <광기>가 세상에 유포되고 있는 것은 명(明)의 담개(談愷)가 초본을 입수하여 1566년에 교각(校刻) 출판했기 때문이다.

## 참고 자료
- 이 문서에는 다음커뮤니케이션(현 카카오)에서 GFDL 또는 CC-SA 라이선스로 배포한 글로벌 세계대백과사전의 내용을 기초로 작성된 글이 포함되어 있습니다.
- 본 문서에는 지식을만드는지식에서 CC-BY-SA 3.0으로 배포한 책 소개글을 기초로 작성된 내용이 포함되어 있습니다. 김장환 역, 지만지 2012년